# كردغار محلة (مقاطعة فريدونكنار)
كردغار محلة (بالفارسية: کاردگر محله) هي منطقة سكنية تقع في مازندران في إيران. يقدر عدد سكانها بـ 2,145 نسمة .